# 稀音家六四郎
稀音家 六四郎（きねや ろくしろう）は、長唄三味線方の名跡。代々長唄稀音家流家元。

## 初代
（文化8年〈1811年〉 - 明治4年1月21日〈1871年3月11日〉）旗本の次男で本名は山本鉄次郎。
4代目杵屋六三郎の門弟で初め杵屋鉄次郎と名乗り、1825年頃に初代杵屋六四郎と改名。1839年中村座タテ三味線となる。
酒好きで遺言が棺桶の代わりに酒樽に入れて葬るようと言ったと伝えられている。辞世の句は「極楽は我友達の多ければ浮世の憂さを行きて語らん」。作曲は、雷電、三国妖狐物語、麹車、此君の一ふし、冨士の曙、草紙洗小町、七福神世々の賑わい。

## 2代目
後の6代目杵屋彌十郎。

## 3代目
後の2代目稀音家浄観。

## 4代目
（明治37年〈1904年〉6月10日 - 昭和62年〈1987年〉10月19日）78歳、本名は杉本茂一。
東京の生まれ、京北実業（後の京北学園白山高等学校）卒業。祖父が初代稀音家浄観で父が3代目六四郎（後の2代目浄観）。長唄研精会で活躍。長唄協会理事や長唄研精会会長を歴任。
1920年（大正11年）1月に第190回研精会へ笛方2代目住田由之助として初出演。1929年（昭和4年）6月に笛方より転じて7代目稀音家三郎助を襲名。1939年（昭和14年）第344回研精会で4代目稀音家六四郎を襲名。1947年（昭和22年）研精会第400回を機に、小三郎、浄観は研精会を退き、吉住小太郎（後の5代目吉佳小三郎）稀音家六四郎に研精会運営を譲った。1954年（昭和29年）紺綬褒章受章。
1929年（昭和4年）から東京音楽学校専科長唄科（東京芸術大学の前身）で講師を勤め、1936年（昭和11年）に選科が本科に昇格した際に教授となった。1949年（昭和24年）まで学生への指導にあたった。
1986年病を得。
作曲に「天狗風」「深山手ごと」「聖母と軽業師」などがある。
実子に5代目稀音家六四郎、娘に稀音家光がいる。

## 5代目
（昭和32年〈1957年〉1月3日 - 平成27年〈2015年〉7月28日）本名は杉本和隆。
東京の生まれ、曽祖父に初代浄観、祖父が3代目六四郎（後の2代目浄観）、父が4代目六四郎。小学生のころから長唄を学び、16歳で正式に入門し稀音家和隆を名乗る。1988年に5代目六四郎を襲名。長唄研精会で活躍。
2015年7月28日、食道癌のため死去。58歳没。

## 6代目
（1986年 - ）
5代目の長男。2018年に6代目六四郎を襲名。